# Tetropium morishimaorum
Tetropium morishimaorum är en skalbaggsart som beskrevs av Keiichi Kusama och Masatoshi Takakuwa 1984. Tetropium morishimaorum ingår i släktet Tetropium och familjen långhorningar. Inga underarter finns listade i Catalogue of Life.